# Mio Backhaus
Mio Backhaus (Mönchengladbach, 16 aprile 2004) è un calciatore tedesco, portiere del Werder Brema.

## Biografia
Backhaus ha origini giapponesi da parte di madre.

## Carriera

### Club
Originario di Baesweiler, Backhaus si è unito al settore giovanile del Werder Brema nel 2018 dopo aver giocato precedentemente con l'Alemannia Aquisgrana. Ha giocato con la seconda squadra in Fußball-Regionalliga e in U19. Nel 2023 ha firmato un nuovo contratto con il Werder legandosi fino al 2026.
Nel luglio 2023, Backhaus si è unito al Volendam in prestito per tutta la stagione, per ottenere i primi minuti da professionista.

### Nazionale
Backhaus ha rappresentato la Germania a livello internazionale con l'Under-15, l'Under-16, l'Under-18 e l'Under-19.

## Statistiche

### Presenze e reti nei club
Statistiche aggiornate al 19 settembre 2023.
| Stagione        | Squadra         | Campionato      | Campionato | Campionato | Coppe nazionali | Coppe nazionali | Coppe nazionali | Coppe continentali | Coppe continentali | Coppe continentali | Altre coppe | Altre coppe | Altre coppe | Totale | Totale | Totale |
| Stagione        | Squadra         | Comp            | Pres       | Reti       | Comp            | Pres            | Reti            | Comp               | Pres               | Reti               | Comp        | Pres        | Reti        | Pres   | Reti   |        |
| --------------- | --------------- | --------------- | ---------- | ---------- | --------------- | --------------- | --------------- | ------------------ | ------------------ | ------------------ | ----------- | ----------- | ----------- | ------ | ------ | ------ |
| 2021-2022       | Werder Brema II | RL              | 5          | 0          |                 | -               | -               |                    | -                  | -                  |             | -           | -           | 5      | 0      |        |
| 2022-2023       | Werder Brema II | RL              | 9          | 0          |                 | -               | -               |                    | -                  | -                  |             | -           | -           | 9      | 0      |        |
| 2023-2024       | Volendam        | ED              | 4          | 0          | CO              | 0               | 0               |                    | -                  | -                  |             | -           | -           | 4      | 0      |        |
| Totale carriera | Totale carriera | Totale carriera | 18         | 0          |                 | 0               | 0               |                    | -                  | -                  |             | -           | -           | 18     | 0      |        |